# 圣马丁多内
圣马丹多内（法語：Saint-Martin-d'Oney，法語發音：[sɛ̃ maʁtɛ̃ dɔnɛ]）是法国朗德省的一个市镇，位于该省中部，属于蒙德马桑区。

## 地理
圣马丹多内（43°55'43"N, 0°38'27"W）面积34.4 平方千米，位于法国新阿基坦大区朗德省，该省份为法国西南部沿海省份，是法國本土面积第二大的省，北起吉倫特省，西临大西洋，南至大西洋比利牛斯省，东临热尔省，东北与洛特-加龍省接壤。
与圣马丹多内接壤的市镇（或旧市镇、城区）包括：康帕涅、康佩特和拉莫莱尔、热卢克斯、梅扬、乌斯-叙藏、圣佩尔东、圣亚根、于沙克和帕朗蒂斯、伊戈圣萨蒂尔南、塞尔。
圣马丹多内的时区为UTC+01:00、UTC+02:00（夏令时）。

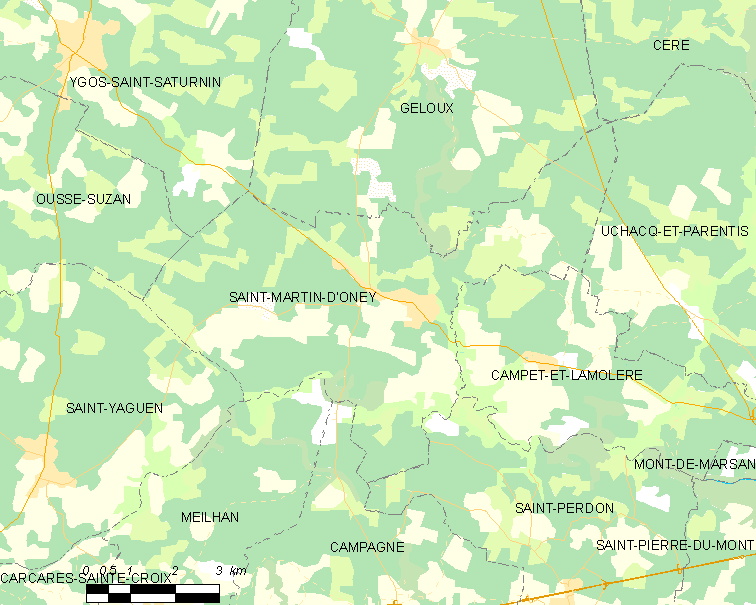
圣马丹多内的OSM定位图

## 行政
圣马丹多内的邮政编码为40090，INSEE市镇编码为40274。

## 政治
圣马丹多内所属的省级选区为蒙德马桑第一县。

## 人口

1962-2008年间圣马丹多内人口变化图示

圣马丹多内于2022年1月1日时的人口数量为1356人。